# Oblężenie Gibraltaru (1316)
Drugie oblężenie Gibraltaru – nieudana próba odbicia Gibraltaru przez Maurów w 1316 roku. Decyzję o oblężeniu podjął szwagier pozbawionego tronu emira Grenady Nasra - Ismail. Nowy władca ogłosił dżihad przeciwko chrześcijańskim władcom Półwyspu Iberyjskiego i rozpoczął oblężenie miasta.
W czasie gdy wojska Ismaila zebrały się w okolicach Gibraltaru, wojska kastylijskie pod wodzą księcia regenta Piotra Kastylijskiego sprawującego władzę w imieniu małoletniego Alfonsa XI, plądrowały Emirat Grenady. Gdy wieść o oblężeniu dotarła do przebywającego w Kordobie Piotra, zostawił swoją armię i natychmiast udał się do Sewilli w celu organizowania odsieczy dla oblężonego miasta. Maurowie na wieść o nadciągającej odsieczy odstąpili bez walki od oblężenia, a Piotr powrócił do swojego wojska na terenie Grenady.